# برباريس دموي
برباريس دموي (الاسم العلمي:Berberis sanguinea) هو نوع من النباتات يتبع جنس البرباريس من الفصيلة البرباريسية.